# Statio (esogeologia)
Statio (plurale: stationes) è un termine latino utilizzato in esogeologia per designare località presenti sulla superficie di pianeti o di altri corpi celesti che sono state teatro di atterraggi da parte di missioni spaziali. Inizialmente il termine era riservato ai casi di missioni con equipaggio, successivamente si è esteso l'uso anche ai casi di missioni robotizzate.

## Elenco
Per ora esistono statio soltanto sulla Luna, in seguito alle missioni di allunaggio.
- Statio Tranquillitatis, luogo d'atterraggio dell'Apollo 11 nel 1969
- Statio Cognitum, luogo d'atterraggio dell'Apollo 12 nel 1969[2]
- Statio Fra Mauro, luogo d'atterraggio dell'Apollo 14 nel 1971
- Statio ..., luogo d'atterraggio dell'Apollo 15 nel 1971
- Statio ..., luogo d'atterraggio dell'Apollo 16 nel 1972
- Statio ..., luogo d'atterraggio dell'Apollo 17 nel 1972
- Guang Han Gong,  luogo d'atterraggio della missione Chang'e 3 nel 2013
- Statio Tianhe,  luogo d'atterraggio della missione Chang'e 4 nel 2019
- Statio Tianchuan,  luogo d'atterraggio della missione Chang'e 5 nel 2020
- Statio Shiv Shakti, luogo d'atterraggio del modulo Vikram della missione Chandrayaan-3 nel 2023
- Statio Tianjiang,  luogo d'atterraggio della missione Chang'e 6 nel 2024[3]